# Kottiganahalli, Alur
Kottiganahalli là một làng thuộc tehsil Alur, huyện Hassan, bang Karnataka, Ấn Độ.